# Karl Schöchlin
Karl F. Schöchlin, född 13 juni 1894, död 7 november 1974, var en schweizisk roddare.
Schöchlin blev olympisk guldmedaljör i tvåa med styrman vid sommarspelen 1928 i Amsterdam.